# Dufauxia kourouana
Dufauxia kourouana är en skalbaggsart som beskrevs av Lane 1970. Dufauxia kourouana ingår i släktet Dufauxia och familjen långhorningar. Inga underarter finns listade i Catalogue of Life.